# Santuario della Madonna del Tufo
Il santuario della Madonna del Tufo è un luogo di culto cattolico di Rocca di Papa.

## Origini
Le origini del santuario della Madonna del Tufo risalgono a un fatto avvenuto, secondo la tradizione, nel 1490: dal monte Cavo si staccò un masso del peso di 150 quintali, e stava per investire un viandante. Questi pregò la Vergine Maria che gli salvasse la vita, e il masso si arrestò all'istante, senza colpirlo. L'uomo, in segno di ringraziamento, fece costruire una chiesa di piccole dimensioni, nella quale fu posto il grande masso, su cui il pittore Antoniazzo Romano dipinse l'immagine della Madonna.

## La struttura
La data esatta della costruzione del santuario non è certa, ma si pensa che venne costruito all'inizio del Cinquecento; per la prima volta, se ne fa menzione in un decreto del cardinale Gallo, della diocesi di Frascati, del 25 settembre 1592, nel quale si citano le «rendite e i beni della chiesetta del Tufo, unitamente a quelli di San Sebastiani e di San Pietro in monte Cave (o Monte Cavo)».
Nel 1723, il cardinale Giudice ordinò l'inizio di alcuni importanti restauri, tra i quali il rifacimento del pavimento, l'abbattimento dello scalino dell'altare e il restauro dell'immagine della Madonna dipinta sul masso. A quest'ultimo, il restauro causò un gravissimo problema: un pittore inesperto, di nome Flavio Santovetti, deturpò in corso di restauro l'immagine della Madonna nel masso. Secondo l'autore Sciamplicotti, il dipinto fu trattato «contro ogni ordine dell'autorità competente», e per questo il Santovetti fu rinchiuso in carcere per sei mesi. Altri restauri avvennero nel 1780 e nel 1792 per conto del principe Andrea Doria, legato da vincolo di parentela al cardinale Giorgio.
L'opera di ingrandimento della chiesa terminò nel 1854, quando l'architetto Domenico Jannetti, dell'Accademia di San Luca, realizzò la facciata di peperino su ordine dell'allora sindaco Giacomo Botti (rocchigiano, ma originario di Albenga in Liguria.
Infine, dopo essere stata assegnata ai Padri Trinitari, fu ricostruita ex novo nel 1931, su progetto dell'architetto don Salvatore Spadaro. L'attuale edificio presenta una navata unica, con alcune cappelle laterali dedicate alla devozione della Vergine Maria e a memoria dei militari uccisi nella prima e seconda guerra mondiale. Presso il catino absidale, vi è l'altare, sovrastato dal masso protagonista del "miracolo".
Il 24 agosto 2010, seguendo l'esempio dei predecessori Paolo VI e Giovanni Paolo II, papa Benedetto XVI ha visitato in forma strettamente privata il santuario, guidando la preghiera dei Vespri pomeridiani insieme al rettore, padre Luigi Buonocore.

## L'incoronazione dell'immagine sacra
Nel 1869 la costituenda Pia Unione, promossa dallo scienziato Michele Stefano De Rossi, chiese alle autorità vaticane l'autorizzazione all'incoronazione della "Sacra Immagine del Tufo". La richiesta, avanzata da Niccola Clarelli Parracciani, vescovo di Frascati, fu accolta dopo poco più di un anno, l'11 settembre 1870, dal Capitolo Vaticano. La coincidenza dell'approvazione della richiesta con i moti che avrebbero portato alla Breccia di Porta Pia, fece spostare la cerimonia all'agosto del 1872, la prima domenica successiva a Ferragosto, quando si celebra la ricorrenza di Maria Assunta in Cielo, e quindi della parrocchia del paese.